# Basile Rolnin
Basile Rolnin, né le 21 janvier 1994 à Tarbes, est un athlète français spécialiste des épreuves combinées. Il est membre du Lille Métropole Athlétisme et champion de France en salle d'Heptathlon en 2019 à Miramas. En 2019, il devient ambassadeur de la Métropole européenne de Lille et s'impose comme l'un des meilleurs décathloniens français en réalisant un total de 8 205 pts.

## Carrière
Il commence l'athlétisme au sein du club Adour Pyrénées Athlétisme et découvre très jeune les différentes épreuves du décathlon en imitant ses frères et sœurs lors des étés passés sur la piste avec son entraîneur Michel Montesquit. Il obtient sa première sélection en équipe de France en 2010 et participe dans la foulée à ses premiers championnats du monde U18 en 2011 à Lille. En 2012 / 2013 il rejoint le pôle d'Amiens et se spécialise dans le décathlon avec son entraîneur Jean-Paul Bourdon.
En 2014, il finit troisième du concours de l'heptathlon aux Championnats de France d'athlétisme en salle  à Bordeaux, il s'empare du titre de champion de France espoir à Lyon, et de la médaille de bronze lors des championnats estivaux de décathlon à Saint-Louis.
Il poursuit en 2015 avec sa première victoire sous le maillot de l'équipe de France espoir lors d'une rencontre opposant la France à l'Espagne et à la Grande-Bretagne, à Nogent-sur-Oise. L'été, il termine à la huitième place des championnats d'Europe d'athlétisme espoir de décathlon à Tallinn. Il finit aussi neuvième du Décastar de Talence.
En 2016, il remporte de nouveau le titre de champion de France espoir sur heptathlon, à Metz, s'emparant du record des championnats (5 825 points). L'été, il termine à la cinquième place des championnats de France d'athlétisme 2016 de décathlon, à Angers. Quelques semaines plus tard, il est sélectionné à la rencontre opposant la France, l'Italie et la Suisse, à Caorle. Il y totalise 8 087 points, devenant le troisième meilleur performeur français de tous les temps en catégorie espoir et passe ainsi la barrière mythique des 8 000 points.
En 2017, année perturbée par les blessures, il réalise 8 043 points lors du meeting international de Ratingen, terminant à la quatrième place.
2018 est une saison vierge d'heptathlon et de décathlon en raison d'une blessure au tendon d'Achille. Il change de structure d'entraînement et rejoint le Lille métropole athlétisme pour s'entraîner au CREPS de Wattignies avec Jean-Baptiste Catry et Gaëtan Blouin.
En 2019, il est sacré champion de France de la discipline aux Championnats de France d'athlétisme en salle 2019 à Miramas. Aux Championnats d'Europe en salle 2019 à Glasgow, il déclare forfait lors de la cinquième épreuve, le 60 m haies. Cet été là, il bat son record lors du meeting international de Ratingen en totalisant 8 205 points. Cette performance lui permet de se qualifier pour les championnats du monde d'athlétisme 2019 à Doha, où malheureusement, il se blesse au quadriceps. Il réalise la meilleure performance française cette année là, se classant dix-septième au bilan mondial
Lors des Championnats de France d'athlétisme en salle 2020 à Liévin, il est contraint à l'abandon sur blessure après un saut en longueur.

## Formation et vie professionnelle
Titulaire d'un baccalauréat série ES mention bien, passionné par la pâtisserie, il possède également une licence STAPS en Activité Physique Adaptée et de Santé et un master 1 en Entraînement et Optimisation de la performance.Devenu en 2019 ambassadeur de la Métropole européenne de Lille, il reçoit un financement afin de l'aider à s'équiper et à mener son double projet sportif et professionnel jusqu'aux Jeux Olympiques à Paris en 2024.

## Palmarès
| Date | Compétition                                       | Lieu            | Résultat | Épreuve    | Points    |
| ---- | ------------------------------------------------- | --------------- | -------- | ---------- | --------- |
| 2014 | Championnats de France d'athlétisme en salle      | Bordeaux        | 3e       | Heptathlon | 5 435 pts |
| 2014 | Championnats de France jeune d'épreuves combinées | Lyon            | 1re      | Heptathlon | 5 596 pts |
| 2014 | Championnats de France jeune d'épreuves combinées | Saint-Louis     | 3e       | Décathlon  | 7 170 pts |
| 2015 | Rencontre FRANCE-ESPAGNE-GRANDE BRETAGNE          | Nogent-Sur-Oise | 1re      | Heptathlon | 5 674 pts |
| 2015 | Championnats d'Europe espoirs                     | Tallinn         | 8e       | Décathlon  | 7 679 pts |
| 2015 | Décastar                                          | Talence         | 9e       | Décathlon  | 7 304 pts |
| 2016 | Championnats de France jeune d'épreuves combinées | Metz            | 1re      | Heptathlon | 5 825 pts |
| 2016 | Championnats de France Universitaire d'athlétisme | Maison-Alfort   | 1re      | Décathlon  | 7 675 pts |
| 2016 | Championnats de France d'athlétisme               | Angers          | 5e       | Décathlon  | 7 578 pts |
| 2016 | Rencontre FRANCE-ITALIE-SUISSE                    | Caorle          | 1re      | Décathlon  | 8 087 pts |
| 2017 | Mehrkampf-Meeting Ratingen                        | Ratingen        | 4e       | Décathlon  | 8 043 pts |
| 2019 | Championnats de France d'athlétisme en salle      | Miramas         | 1re      | Heptathlon | 6 025 pts |
| 2019 | Championnats d'Europe en salle                    | Glasgow         | —        | Heptathlon | DNF       |
| 2019 | Mehrkampf-Meeting Ratingen                        | Ratingen        | 2e       | Decathlon  | 8 205 pts |
| 2019 | Championnats du monde                             | Doha            | —        | Décathlon  | DNF       |

## Records

### Records personnels
| Épreuve           | Performance          | Lieu             | Date                     |
| ----------------- | -------------------- | ---------------- | ------------------------ |
| 100 mètres        | 11 s 03              | Ratingen         | 29 juin 2019             |
| Saut en longueur  | 7,72 m (+2.9) 7,37 m | Oyonnax Ratingen | 27 mai 2017 29 juin 2019 |
| Lancer du poids   | 15,38 m              | Ratingen         | 29 juin 2019             |
| Saut en hauteur   | 2,08 m               | Ratingen         | 29 juin 2019             |
| 400 mètres        | 49 s 65              | Oyonnax          | 27 mai 2017              |
| 110 mètres haies  | 14 s 33              | Aubagne          | 17 juillet 2016          |
| Lancer du disque  | 50,62 m              | Ratingen         | 30 juin 2019             |
| Saut à la perche  | 5,00 m               | Caorle           | 7 août 2016              |
| Lancer du javelot | 61,60 m              | Ratingen         | 30 juin 2019             |
| 1 500 mètres      | 4 min 37 s 63        | Ratingen         | 25 juin 2017             |
| Décathlon         | 8 205 pts            | Ratingen         | 30 juin 2019             |

| Épreuve          | Performance   | Lieu           | Date                           |
| ---------------- | ------------- | -------------- | ------------------------------ |
| 60 mètres        | 7 s 06        | Rennes         | 2 février 2019                 |
| Saut en longueur | 7,45 m        | Miramas        | 16 février 2019                |
| Lancer du poids  | 15,17 m       | Glasgow        | 2 mars 2019                    |
| Saut en hauteur  | 2,06 m        | Rennes Miramas | 3 février 2019 16 février 2019 |
| 60 mètres haies  | 8 s 03        | Metz           | 7 février 2016                 |
| Saut à la perche | 5,15 m        | Miramas        | 17 février 2019                |
| 1 000 mètres     | 2 min 50 s 95 | Metz           | 7 février 2016                 |
| Heptathlon       | 6 025 pts     | Miramas        | 17 février 2019                |